# Marcel Perrot
Pour les articles homonymes, voir Perrot.
Marcel Léon Jacques Perrot, né le 24 février 1879 à Vendôme et mort le 16 juillet 1969 à Deauville, est un officier de carrière et escrimeur français, ayant pour arme le fleuret.

## Biographie
Fils d'un capitaine de cavalerie, membre de la Légion d'honneur, décédé accidentellement en service en 1883, Marcel Perrot suit la vocation paternelle en intégrant l'École spéciale militaire de Saint-Cyr au sein de la 84e promotion (1899-1901) d'élèves-officiers. Il en sort officier d'infanterie. Promu capitaine en 1914 puis chef de bataillon en 1915, il est gravement blessé par un éclat d'obus à la tête le 2 août 1917 à Verdun alors qu'il sert dans les rangs du 4e régiment de zouaves. Défiguré et énucléé de l'œil droit, il continue cependant à servir activement en dépit de sa mutilation. Il sert au Maroc à partir de 1927. Promu lieutenant-colonel en 1929, il achève sa carrière militaire comme colonel commandant le 7e régiment de tirailleurs marocains,.
Son handicap de « Gueule cassée » n'empêche pas Marcel Perrot de briller dans le monde du sport. Il est sacré vice-champion olympique d'escrime, dans l'épreuve de fleuret par équipes aux Jeux olympiques d'été de 1920 se tenant à Anvers. Lors de ces mêmes Jeux, il se classe onzième de l'épreuve individuelle de fleuret.
Nommé Grand-croix de la Légion d'honneur en 1962, le colonel Perrot était titulaire de nombreuses autres décorations, dont la croix de guerre 1914-1918, la Croix de guerre des Théâtres d'opérations extérieurs et la Médaille coloniale.